# 今村昌平
今村 昌平（いまむら しょうへい、1926年〈大正15年〉9月15日 - 2006年〈平成18年〉5月30日）は、日本の映画監督、脚本家、映画プロデューサー、日本映画学校（現：日本映画大学）の創設者。同姓同名の別人で映画関係者（小道具関連）がいる。日本映画監督協会会員。

## 人物
カンヌ国際映画祭で2度の最高賞を受賞した日本を代表する映画監督の一人。松竹、日活を経て、独立プロダクションの株式会社今村プロダクションの代表取締役を務めていた。映画監督の長谷川和彦は正社員として所属した。
性格的には家父長志向が強く、そのことは一面では教育者としての顔も持ち合わせ、長谷川和彦を育て、映画人を育成する横浜映画専門学院を創立、後に日本映画学校となり、日本映画大学の母体となった。撮影所システムが1970年代に崩壊して、映画会社が人材育成をやめて以降の人材供給の役割を果たしていくことになった。
家族は妻と2男1女。脚本家で映画監督の天願大介は長男、今村プロダクション代表取締役の今村竑介（いまむら ひろすけ、1963年3月22日 - ）は次男にあたる。50年余の映画監督人生の中で、20作品を監督している。妻は1970年代に近所の主婦を集めて『あしたのジョー』『サザエさん』『タイガーマスク』などのアニメの彩色と仕上げを行う下請けの仕事をして、今村が劇映画を撮れなかった10年間の家計を支えた。
今村昌平作品は重喜劇と言われ、これは今村を象徴する言葉で、もともとは軽喜劇をもじった今村による造語である。作風は自然主義リアリズムで、脚本執筆の際には徹底した調査を行った。『赤い殺意』では宮城県の12家族を調査し、『にっぽん昆虫記』は売春婦とその斡旋業者に取材したノートは3冊になり、『エロ事師たちより 人類学入門』のためにブルーフィルム制作者に実際に取材した。その調査魔ぶりは『復讐するは我にあり』の映画化の際にも発揮され、原作者の佐木隆三を驚かせた。撮影にあたっては基本的にオールロケが原則で、俳優もスタッフもロケ地で長期間の合宿生活をして暮らしながら撮影するスタイルを取っており、俳優の掛け持ち出演も許さなかった。鬼のイマヘイと言われる妥協のない粘りの演出で、アフレコを嫌って臨場感のある同時録音にこだわった。
独立プロによる映画製作であり、自分の家を抵当に入れ製作資金捻出しているため、制作費を回収して抵当権を解除するまで3年ほどかかるため、発表ペースは3年に1度となっていた。倹約家として知られ、フィルムはどんどん使ったが、映画制作費を減らす事の為ならなんでもしたと言われている。おごるのもラーメンくらいだったという。不用意に電話を使う事すら許されず、電話代を節約するためハガキでのやり取りを奨励していた。
趣味は麻雀。相撲取りクラスの非常に大食いであり、松竹大船撮影所ではどんぶり飯を2杯食べる新人というので評判だった。しかしその旺盛な食欲が災いして29歳で糖尿病となる。糖尿病治療でよくテニスをやってスタッフにもつきあわせていた。晩年は高齢に加えて糖尿病の影響でエネルギッシュだった今村はめっきり無口になった。ヘビースモーカーだったが、禁煙した。
今村が松竹から日活へ移籍した後、今村の師匠である川島雄三が同じく日活に移籍、また監督試験で「松竹に落選」した浦山桐郎が鈴木清順監督の計らいで日活入所となった。川島は幕末太陽傳での製作にかかる予算配分を巡って日活と対立し、結局日活を去るが、今村は日活に残り、『にっぽん昆虫記』、『赤い殺意』などの製作を行なう。今村は常に川島を意識して、地方出身で都会志向の川島に対して、東北土着の「基層心理」をベースにした作風（本人の言葉で言えば重喜劇）をこのとき確立させた。のちに今村はこの基層心理を推し進めてドキュメントタッチの作風に変化して行ったが、主人公は常に庶民であり、有名人の故事来歴的作品は一切取り上げなかった。
師匠・川島についての追悼録、『サヨナラだけが人生だ 映画監督川島雄三の生涯』では川島の生涯を実証的に取り上げ、川島がALSに侵されながらそれを一切他言せず、最後まで映画製作の現場に立っていたことを取り上げた。今村は総じて女性を肉感的に表現することを好み、多くの作品で女優のヌードシーンが登場している。
長男の天願は父・今村について、「金儲けが下手な理想主義者」と語っている。

## 経歴
1926年（大正15年）、東京府東京市の大塚で耳鼻咽喉科の開業医の三男一女の三男として生まれる。父・半次郎は兵庫県加東郡東条村に生まれ、東京帝国大学医学部卒業後、京橋に耳鼻咽喉科医院を開業。母は北海道小樽市の漁師の娘だった。小学校の同級生に俳優の北村和夫がいた。小学校時代から父に連れられて寄席や映画にはよく通う日々を送る。また長兄は「金曜会」という劇団に所属していたが、後にフィリピンで戦死。
1944年（昭和19年）に東京高等師範学校附属中学校（現：筑波大学附属中学校・高等学校）を卒業。附属中の同期には、星新一（小説家）、槌田満文（武蔵野大学名誉教授）、大野公男（元北海道情報大学学長）、児玉進（映画監督）、黒澤洋（元日本興業銀行会長）、星野英一（東京大学名誉教授）などがいた。
徴兵を避けるため桐生高等工業学校（現・群馬大学工学部）に入学するも、終戦後直ちに退学し、早稲田大学第一文学部西洋史学科に入学。
早稲田大学では演劇部に所属し演劇活動を行っていたが、『醉いどれ天使』に感動し、演劇に見切りをつけ監督の黒澤明に付こうと思い決めた。しかし、黒澤のいた東宝はその時助監督募集をしていなかった。
1951年（昭和26年）早稲田大学第一文学部を卒業し、松竹大船撮影所に入社。欠員の出た松竹が初の助監督公募を行い2000人中8人という難関を突破しての合格だった。主に小津安二郎の助監督をつとめ、松竹大船助監督部の幹事にまでなったが、収入や仕事で不満を感じ、1954年（昭和29年）に日活に移籍する。のちに「松竹では束縛だらけだったが、日活はまったくなかったから驚いた」と松竹と日活のギャップを語っている。
1957年（昭和32年）の川島雄三監督『幕末太陽傳』や浦山桐郎監督の『キューポラのある街』の脚本も書いている。
1958年に『盗まれた欲情』で監督デビュー。同作では川島雄三との繋がりで黛敏郎が音楽を担当し、以後黛は『神々の深き欲望』まで、今村作品の音楽を担当した。
1958年の『果しなき欲望』の頃からスタッフが固定化、今村組が形成されていった。
1959年の『にあんちゃん』は今村の名を一般に知らしめた出世作で文部大臣賞も受賞したが、田坂具隆が日活をやめたための代役で本来やりたい企画ではなく、文部大臣賞の受賞については今村はそのような健全な映画を撮ったことを反省したという。
1961年の『豚と軍艦』は、高い評価を得る一方、予算オーバーしたことと興行成績が良くなかったためしばらく日活から干されることになった作品である。また、本作の脚本を執筆中に小津安二郎と脚本家の野田高梧からこぞって「汝ら何を好んでウジ虫ばかり書く？（まともな人間を書け）」と言われて、両名に「このくそじじい！」と毒づきこれを契機に「俺は一生死ぬまでウジ虫ばかり描いてやる！」と固く決意したという。
1963年の『にっぽん昆虫記』では山形県で俳優とスタッフによる合宿でのオールロケと同時録音に挑戦し、大胆なセックス描写が話題を呼び 配給収入は3億5千万円と大ヒットした。また、第14回ベルリン国際映画祭にも出品され、主演の左幸子が銀熊賞 (女優賞)を受賞した。
『にっぽん昆虫記』の大ヒット後は、会社から却下されてお蔵入りしていた『赤い殺意』の企画を甦らせて1964年に公開。同作は今村が自分のベストと認めている作品である。この『赤い殺意』などで監督として世間に認められる。
しかし『にっぽん昆虫記』『赤い殺意』で配役や予算、フィルム使用量で会社と衝突し、『赤い殺意』を最後に日活から独立し、1966年3月に自らが代表を務める独立プロの今村プロダクションを設立。以後、ここを拠点に映画製作をした。この時期の今村は柳田国男の民俗学に傾倒し、日本の古くからの農村に根付く俗信やルールをテーマとしていた。
2年がかりの沖縄ロケをし、初のカラー作品となる『神々の深き欲望』を1968年に発表。同作は各種映画賞を総なめにしたが、長期ロケのために2000万円の借金を抱え、資金難のため、その後の10年間は主にドキュメンタリー作品を手掛けた、この空白期もあり同作は今村の前半期の総決算と位置づけられる作品でもある。
1975年（昭和50年）、横浜放送映画専門学院（現：日本映画大学）を開校し、校長・理事長を務め、三池崇史・細野辰興・金秀吉・佐々部清・本広克行・李相日・佐藤闘介・ 呉充功　などの映画監督、鄭義信などの脚本家、芥川賞作家の阿部和重、さらに、タレントのウッチャンナンチャン、出川哲朗、俳優の長谷川初範、隆大介などの人材を輩出した。
1979年に9年ぶりの劇映画となる『復讐するは我にあり』が公開。この作品の映画化をめぐっては、黒木和雄、深作欣二、藤田敏八らと映画化権取得をあらそった。同作品の成功により低迷期を脱し、映画監督として復活をとげる。今村はこの映画の主役で実在の殺人犯・榎津巌役を渥美清にオファーしていた。
『復讐するは我にあり』のヒットにより借金を返済して松竹も利益を上げたことで10年間温めていた企画で初の時代劇となる『ええじゃないか』を1981年に松竹と共同製作して公開。3億円のオープンセットなど莫大な予算を投じたが、不入りで内容的にも今村自身が失敗作と認める結果に終わる。
1983年に東映との共同製作で『楢山節考』を発表。同作はカンヌ国際映画祭の最高賞（パルム・ドール）を受賞。日本作品の受賞は1954年の衣笠貞之助監督による『地獄門』、1980年の黒澤明監督の『影武者』に続く史上三度目となる。受賞効果もあり、1億7千万円で制作した同作は12億円を稼ぐヒットとなった。なお、『楢山節考』を出品した際には、姥捨て山の話など外国人に分かるわけがなくどうせ受賞しないのだからと映画祭を欠席した。同年のカンヌ国際映画祭では大島渚の『戦場のメリークリスマス』の前評判が高く、その下馬評を覆しての受賞だったが、受賞について本人は特に感動がなかったと述べている。
『楢山節考』の成功により、東映とは1987年に『女衒 ZEGEN』を共同製作、1989年に東映配給で『黒い雨』を公開して東映とは3本で組んだが、『楢山節考』以外は当たらなかった。『黒い雨』は田中好子の演技が評価されたが、20数社に出資を断られて資金調達に苦労し、カンヌでも無冠に終わった。同作を評価するフランス人評論家が無冠を批判する一幕もあった。
『黒い雨』後の7年間の沈黙の末に、1997年に『うなぎ』を発表。同作で二度目のカンヌ国際映画祭のパルムドールを受賞する。パルムドールの史上最多受賞記録は2回であり、それを達成したのは今村を含めた、フランシス・フォード・コッポラ、ダルデンヌ兄弟、ミヒャエル・ハネケ等の8監督のみ。歴史的快挙にも関わらず、授賞式に今村の姿はなかった。今村は夫婦で同映画祭に出席していたが、本当は気が進まずに授賞式の前に帰国していた。
『うなぎ』の頃より糖尿病の悪化と加齢により立っているのがやっとの状態で気力も減退し、従来の粘りや執念も発揮できなくなっていたが、その後も1998年に『カンゾー先生』、2001年に『赤い橋の下のぬるい水』を発表。
2006年（平成18年）5月30日午後3時49分、転移性肝腫瘍のため東京都渋谷区の病院で死去。79歳没。遺作は『11'09''01/セプテンバー11』中の短編。
葬儀には、私淑していた映画監督マーティン・スコセッシが「今村昌平監督はマスターです」と弔文を寄せた。
また、今村が創設した日本映画学校の出身者で、アニメーション監督の谷口悟朗は、自身が影響を受けた人物の名に「子供の頃からの剣道の師匠」と今村の名を挙げている。

## 監督作品

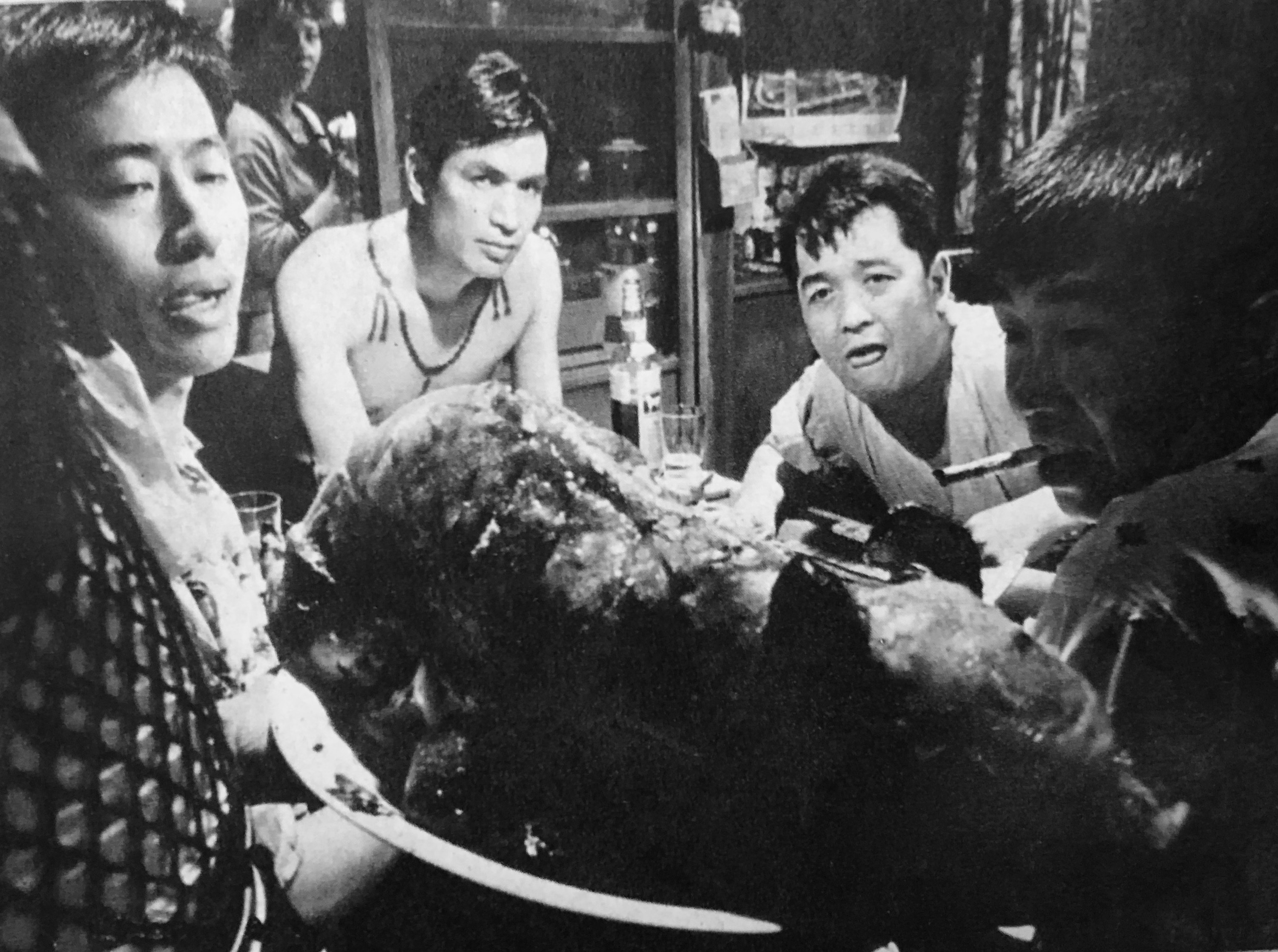
『豚と軍艦』（1961年）

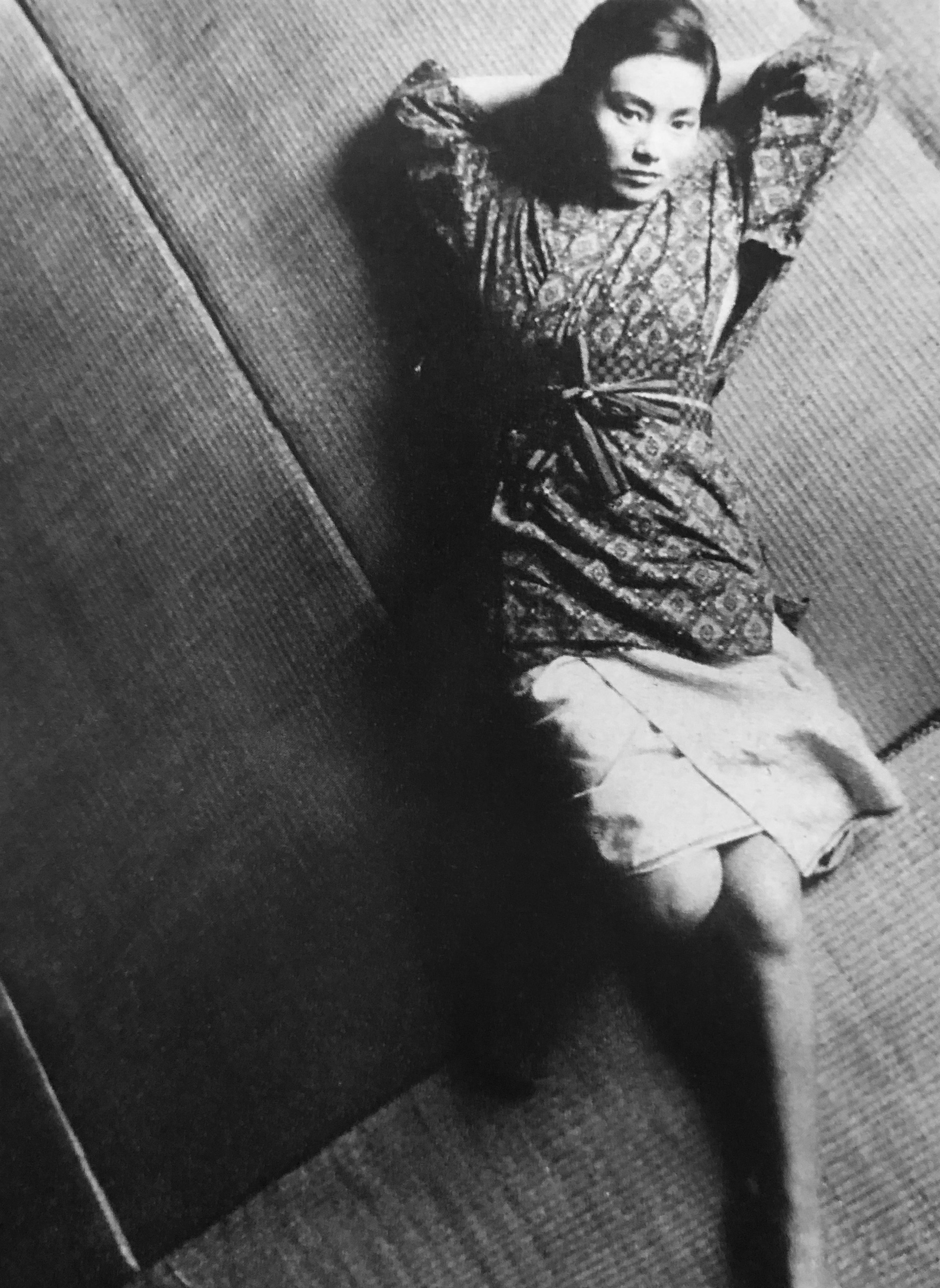
『にっぽん昆虫記』（1963年）

- 盗まれた欲情（1958年5月）日活 原作：今東光
- 西銀座駅前（1958年7月）日活 原案・脚本：今村昌平
- 果しなき欲望（1958年11月）日活 原作：藤原審爾
- にあんちゃん（1959年）日活 原作：安本末子 ベルリン映画祭コンペティション
- 豚と軍艦（1961年）日活　脚本：山内久
- にっぽん昆虫記（1963年）日活 脚本：長谷部慶次・今村昌平 ベルリン映画祭主演女優賞
- 赤い殺意（1964年）日活 原作：藤原審爾
- エロ事師たちより 人類学入門（1966年）日活・今村プロ 原作：野坂昭如
- 人間蒸発（1967年）日活・ATG・日本映画新社・今村プロ ドキュメンタリー
- 神々の深き欲望（1968年）日活・今村プロ 脚本：長谷部慶次・今村昌平
- にっぽん戦後史 マダムおんぼろの生活（1970年）日本映画新社・東宝 脚本：今村昌平
- 復讐するは我にあり（1979年）松竹・今村プロ 原作：佐木隆三
- ええじゃないか（1981年）松竹・今村プロ 原作：今村昌平 カンヌ映画祭招待作品
- 楢山節考（1983年）東映・今村プロ 原作：深沢七郎 カンヌ映画祭パルムドール
- 女衒 ZEGEN（1987年）東映・今村プロ 脚本：岡部耕大・今村昌平 カンヌ映画祭コンペティション
- 黒い雨（1989年）東映・今村プロ・林原グループ 原作：井伏鱒二 カンヌ映画祭高等技術委員会グランプリ
- うなぎ（1997年）松竹・ケイエスエス・衛星劇場・グループコーポレーション 原作：吉村昭『闇にひらめく』カンヌ映画祭パルムドール
- カンゾー先生（1998年）東映・今村プロ・東北新社・角川書店 原作：坂口安吾 カンヌ映画祭招待作品
- 赤い橋の下のぬるい水（2001年）日活・「赤い橋の下のぬるい水」製作委員会 原作：辺見庸 カンヌ映画祭コンペティション
- 11'09''01/セプテンバー11 日本編（2002年） 脚本：天願大介

## その他の映像作品
- 東京物語（1953年11月3日公開、小津安二郎監督、松竹） - フォース助監督 ※ノンクレジット
- 愛のお荷物（1955年3月18日公開、川島雄三監督、日活） - 助監督
- あした来る人（1955年5月29日公開、川島雄三監督、日活） - 助監督
- 銀座二十四帖（1955年9月16日公開、川島雄三監督、日活） - 助監督
- 風船（1956年2月19日公開、川島雄三監督、日活） - 助監督、脚本
- 洲崎パラダイス 赤信号（1956年7月31日公開、川島雄三監督、日活） - 助監督
- わが町（1956年8月28日公開、川島雄三監督、日活） - 助監督
- 飢える魂（1956年10月31日公開、川島雄三監督、日活） - 助監督
- 続・飢える魂（1956年11月28日公開、川島雄三監督、日活） - 助監督
- 幕末太陽傳（1957年7月14日公開、川島雄三監督、日活） - 助監督、脚本
- 地獄の曲り角（1959年10月6日公開、蔵原惟繕監督、日活） - 脚本
- キューポラのある街（1962年4月8日公開、浦山桐郎監督、日活） - 脚本
- サムライの子（1963年2月24日公開、若杉光夫監督、日活） - 脚本
- 競輪上人行状記（1963年10月13日公開、西村昭五郎監督、日活） - 脚本
- 経営学入門より ネオン太平記（1968年4月13日公開、磯見忠彦監督、日活） - 脚本
- 東シナ海（1968年10月5日公開、磯見忠彦監督、日活） - 企画、脚本、原作
- からゆきさん（1973年）- 演出
- 勾魂艶鬼 - From the Underworld（1974年公開、ホア・シャン監督、ゴールデン・ハーベスト） - 企画
- 中国超人インフラマン - 中國超人（1975年公開、ホア・シャン監督、ショウ・ブラザーズ） - 企画
- 青春の殺人者（1976年10月23日公開、長谷川和彦監督、ATG） - 製作
- ユリ子からの手紙（1981年6月22日公開、武重邦夫監督、今村プロダクション） - 製作
- 君は裸足の神を見たか（1986年4月26日公開、金秀吉監督、ATG） - プロデューサー
- ゆきゆきて、神軍（1987年8月1日公開、原一男監督、疾走プロダクション） - 企画

## 出演作品
- 生きてはみたけれど 小津安二郎物語（1983年10月29日公開、井上和男監督、松竹）
- 三文役者（2000年12月2日公開、新藤兼人監督、近代映画協会・東京テアトル） - 証言者
- ロスト・メモリーズ - 2009 Lost Memories（2002年2月1日公開、イ・シミョン監督、CJエンターテイメント） - 史学者

## テレビ出演
- 遠くへ行きたい「今村昌平のおれの下北」 （1972年4月9日、日本テレビ）
- WIDE SHOW 11PM「アンチ・ヒーロー特集」ゲスト共演：桃井かおり、紳助・竜介 （1981年2月19日、日本テレビ）
- いつみても波瀾万丈（日本テレビ）
- すばらしき仲間（中部日本放送）

## 著作

### 単著
- にっぽん昆虫記  今村昌平作品集 三一書房  1964
- 今村昌平のええじゃないか-エッセイ アシーネ 1981
- 遥かなる日本人 岩波書店・同時代ライブラリー 1996
- 撮る－カンヌからヤミ市へ 工作舎 2001 ISBN 978-4-87502-357-9
- 映画は狂気の旅である 私の履歴書 日本経済新聞社 2004。新版・日本図書センター「人間の記録」2010
- 教育者・今村昌平　佐藤忠男 編著 キネマ旬報社 2010

### 編著・共著
- 『サヨナラだけが人生だ 映画監督川島雄三の生涯』（編著） ノーベル書房 1968

この川島雄三の追悼録が今村の著作の中でもっとも有名なものとされる。
- 愛・夢―ピエロ・リマルディ写真集 監修、ノーベル書房 1970
- 講座日本映画 全8巻　岩波書店 1985
  - 編集委員：佐藤忠男/新藤兼人/鶴見俊輔/山田洋次と
- 村岡伊平治自伝 講談社文庫 1987。企画